# La vedova scalza
La vedova scalza è un romanzo di Salvatore Niffoi, che ha vinto il premio Campiello nel 2006.

## Trama
Fin dalle prime pagine il lettore si ritrova immerso in un mondo arcaico e feroce, quello fra le due guerre. 
È qui che Mintonia e Micheddu si conoscono e si amano. 
Continueranno ad amarsi anche quando Micheddu dovrà darsi alla macchia. 
Il giorno in cui lo uccideranno a tradimento Mintonia deciderà di lasciare quel paese maledetto. 
Prima compirà la sua vendetta e la morte di Micheddu non resterà impunita. 

## Edizioni
- Salvatore Niffoi, La vedova scalza, Adelphi, 2006,  p. 182.